# 坂永雄一
坂永 雄一（さかなが ゆういち、1988年 -）は、日本のSF作家。兵庫県出身。

## 経歴
京都大学卒業。在学中には第4期京都大学SF研究会に所属した。2010年、大学在学中に応募した「さえずりの宇宙」にて第1回創元SF短編賞大森望賞（選考委員特別賞）を受賞。同作がオリジナルアンソロジー『原色の想像力』（2010年12月刊）に収録され、作家デビューとなった。
2023年6月、日本SF作家クラブ会員となる。

## 作品リスト

### アンソロジー収録作品
- 「さえずりの宇宙」 - 『原色の想像力 創元SF短編賞アンソロジー』（創元SF文庫、2010年12月）収録
- 「ジャングルの物語、その他の物語」 - 『NOVA+ 書き下ろし日本SFコレクション 屍者たちの帝国』（河出文庫、2015年10月）収録
- 「無人の船で発見された手記」 - 『アステロイド・ツリーの彼方へ 年刊日本SF傑作選』（創元SF文庫、2016年6月）収録
- 「大熊座」 - 『おうむの夢と操り人形 年刊日本SF傑作選』（創元SF文庫、2019年8月）収録
- 「無脊椎動物の想像力と創造性について」 - 『NOVA 2021年夏号』（河出文庫、2021年4月）収録
  - 後に『新しい世界を生きるための14のSF』伴名練編（ハヤカワ文庫JA、2022年6月）に採録された。
- 「移動遊園地の幽霊たち」 - 『2084年のSF』（ハヤカワ文庫JA、2022年5月）収録

### 雑誌掲載

#### 小説
- 「〈不死なるレーニン〉の肖像を描いた女」 - 『S-Fマガジン』2022年2月号（早川書房）

#### 評論、エッセイ
単著
- 「行間からはみだすものを読む 邦訳全短篇紹介 (R・A・ラファティ生誕100年記念特集)」 - 『S-Fマガジン』2014年12月号(早川書房)
- 「ラファティとコミックについて」 - 『S-Fマガジン』2021年12月号(早川書房)

共著
- 「ハヤカワ文庫SF総解説 PART1（1〜500）」(共著者の一人として参加)[4] - 『S-Fマガジン』2015年4月号(早川書房)
- 「ハヤカワ文庫SF総解説 PART2（501〜1000）」(共著者の一人として参加)[5] - 『S-Fマガジン』2015年6月号(早川書房)
- 「ハヤカワ文庫SF総解説 PART3（1001〜2000）」(共著者の一人として参加)[6] - 『S-Fマガジン』2015年8月号(早川書房)
- 「火星SFガイド (「オデッセイ」と火星SFの系譜)」(岡本俊弥、片桐翔造との共著) - 『S-Fマガジン』2016年2月号(早川書房)
- 「『なめらかな世界と、その敵』刊行記念 伴名練総解説」 - 『S-Fマガジン』2019年10月号(早川書房)[7]
- 「ハヤカワ文庫JA総解説 PART1（1〜409）」(共著者の一人として参加)[8] - 『S-Fマガジン』2021年8月号(早川書房)
- 「ハヤカワ文庫JA総解説 PART2（502〜998）」(共著者の一人として参加)[9] - 『S-Fマガジン』2021年10月号(早川書房)
- 「ハヤカワ文庫JA総解説 PART3（1001〜1500）」(共著者の一人として参加)[10] - 『S-Fマガジン』2021年12月号(早川書房)